# 17149 Victoriagraf
A 17149 Victoriagraf (ideiglenes jelöléssel (17149) 1999 JM105) a Naprendszer kisbolygóövében található aszteroida. A LINEAR projekt keretében fedezték fel 1999. május 13-án.